# 伊華東體育足球會
伊華東體育足球會（Yverdon-Sport FC） 是一間位於瑞士伊韦尔东莱班的職業足球會，成立於1948年主場是Stade Municipal，能容納約7,000名觀眾。這座體育場不僅是球會比賽的主場地，也經常舉辦地區性的足球賽事和其他體育活動。球會的隊服顏色是綠色和白色，而會徽則以這兩種顏色為主。
在2023年5月23日，伊華東以1-1賽和阿勞後，成功晉升至超級聯賽，從而自2005-06年以來首次重返頂級聯賽。這將是他們第四次參加頂級聯賽，之前他們於1993年、1995年和2005年晉升過。只有在1996年，他們成功留在頂級聯賽，因此這將是他們在瑞士最高足球聯賽中的第五個賽季。三天後，伊華東在最後一輪比賽中以2-0擊敗韋爾，贏得2022-23年瑞士挑戰聯賽冠軍。

## 榮譽
- 瑞士挑戰聯賽
  - 冠軍 (6): 1988–89, 1990–91, 1992–93, 1994–95, 2004–05, 2022–23
  - 亞軍 (1): 1998–99,

- 瑞士盃
  - 亞軍 (1): 2001

## 外部連結
- 伊華東體育會 （页面存档备份，存于） 在 Soccerway